# Chiromyza fulva
Chiromyza fulva är en tvåvingeart som beskrevs av Akira Nagatomi och Junichi Yukawa 1969. Chiromyza fulva ingår i släktet Chiromyza och familjen vapenflugor. Inga underarter finns listade i Catalogue of Life.